# Batalla de la isla de San Miguel (1637)
El 22 de septiembre de 1637 frente a la isla de San Miguel la escuadra de 10 galeones y 2 fragatas al mando de Lope de Hoces derrotó una escuadra franco-holandesa de 30 galeones. Así consiguió en combates parciales, quemar a nueve y apresar a seis, mientras el resto por tener mayor velocidad consiguieron huir.

## Antecedentes
En las costas de Brasil, se encontraba Lope de hoces en 1636, al mando de una pequeña división, pues la componía la Capitana, Almiranta y un patache de aviso, pero aun así entre los días 19 y 20 de febrero, se enfrentó a una escuadra holandesa de ocho grandes galeones, pero su maestría y valor se puso de manifiesto, consiguiendo que los holandeses abandonaran las aguas, por tener a todos sus buques maltratados, lo que les impedía proseguir el combate, así quedaron dueños de estas por el pabellón español.
Regresó a la península en otro viaje cargado de azogues y al mando de la división.
Estando en la ciudad de Cádiz, en 1637, se decidió el envío de refuerzos a Flandes, para lo que se organizó una escuadra en la Coruña, pero se vio truncada por la presencia de la escuadra holandesa, que impedía el paso a la española; enterado de esto Hoces demandó del Rey el privilegio de ponerse al frente de su escuadra, para combatir a la enemiga y así conseguir el paso franco del convoy, por ello S. M. don Felipe IV, le envió orden con fecha del 28 de agosto, de incorporarse a las escuadras del Cantábrico con base en la Coruña.
Así zarpó de la bahía de Cádiz con ocho galeones, con la orden de que llegado a las aguas de Cantábrico, se hiciera arribar al puerto de Santoña, donde se encontraba la escuadra del general don Juan de Hoyos, compuesta de otros doce galeones, por ello primero hizo arribada al puerto de la Coruña, para renovar vituallas, agua, municiones y pólvora.

## Combates
Zarpó de Coruña el 30 de agosto, arribando a Santoña el 2 de septiembre, donde entre el 13 y el 15, se le incorporaron algunos galeones de los de Hoces que estaban en Pasajes, pero en el Cantábrico se desató una fuerte tormenta, lo que le obligó a zarpar el 16 con tan solo trece galeones.
Estando ya en aguas libres se convirtió en un verdadero temporal, provocando que uno de los galeones quedara desarbolado, pero no pudiendo esperarle, continuó viaje con diez galeones y dos fragatas, aunque esta última definición la da él en un escrito, pero no podemos acoplarla a ningún tipo de buque exactamente, ya que las fragatas no existían aún, como después se hicieron famosas.
El rumbo puesto las llevaba a la Rochele y estando sobre sus aguas el 20, capturó a un buque francés. El 21 se encontraron de vuelta encontrada con una división de cinco buques holandeses, quedando todos apresados y rendidos; pero este día se perdió de vista sin saber las causas uno de los galeones, lo que disminuyó su fuerza, que ya era pobre.
Siendo conocedor de que en la isla de San Miguel, se encontraban muchos galeones franceses y holandeses, puso rumbo a ella, pero utilizando la bandera holandesa, este ardid no le sirvió de nada, pues fueron reconocidos por la diferencia de construcción y formas de los galeones, así que los treinta que en ella se encontraban como buen nido de piratas y corsarios, aprovecharon la nocturnidad para salir a aguas libres y escapar, a pesar de ser tres contra uno.
Pero el gran marino estaba a la espera, pues conocía la forma de escabullirse de estos elementos de la mar, así que al notar el movimiento de los escurridizos, ordenó perseguirlos así consiguió en combates parciales, quemar a nueve y apresar a seis, mientras el resto por tener mayor velocidad consiguieron huir, con rumbo a un fuerte que está situado en la punta de la isla, pero por las premuras algunos de ellos encallaron en la entrada, así que la victoria fue prácticamente total.

## Consecuencias
Todo esto hizo ponerse en alerta a todas las zonas costeras, y sabedor de que en la Rochele se encontraba una gran escuadra enemiga, decidió no jugar más con la suerte y ordenó poner rumbo a la Coruña, pero para ello fue costeando, propiciándole que al amanecer del siguiente día, todavía se encontrará con otros dos buques franceses los cuales fueron apresados, prosiguió su navegación ya sin sobresaltos hasta su arribada a la Coruña, fondeando en ella el 28 del mismo mes de septiembre, entrando en el puerto con las presas que eran buques de entre 200 y 350 toneladas, estando todos ellos en muy buen estado de forros y costillajes, más su carga nada despreciable de grasa de ballena, sal, aguardiente y vino.
A pesar de todo este bloqueo ejercido por los holandeses, en diciembre de 1637, cruzó el canal de la Mancha transportando efectivos del ejército, para reforzar a los estacionados en Flandes y sin miedo a nada, aún realizó la captura de otros dos buques holandeses, pues no perdía ocasión de hacer daño, como suele ocurrir en cualquier guerra.